# Elia Suleiman

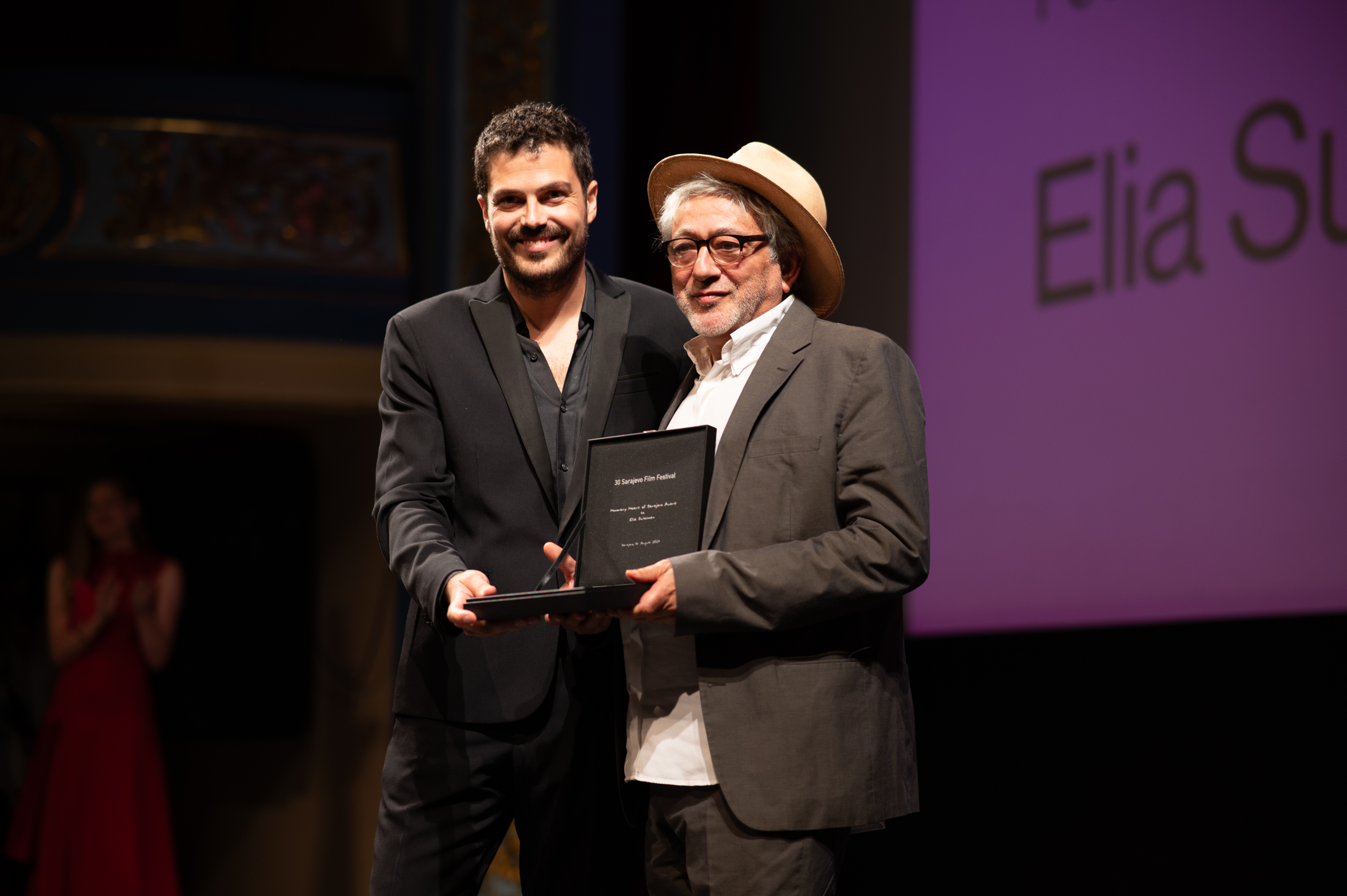
Elia Suleiman beim Sarajevo Film Festival 2024

Elia Suleiman (* 28. Juli 1960 in Nazareth, Israel) ist ein palästinensisch-israelischer Filmregisseur.

## Leben
Elia Suleiman wurde in Nazareth geboren. Seine Karriere als Filmemacher begann in New York, wo er von 1982 bis 1993 lebte. In the USA drehte er zwei Kurzfilme, Introduction to the End of an Argument (1991) für das er mit dem Libanesen Jayce Salloum zusammenspannte und Homage by Assassination (1992), welches von seinem Versuch in New York City ein Drehbuch während des Golfkrieges zu schreiben handelte. 1994 kehrte er nach Jerusalem zurück und nahm eine Professur an der Universität Bir Zait an. Dort beaufsichtigte Suleiman auch die Gründung eines Departements für Film und Medien, was auch von der Europäischen Kommission unterstützt wurde. Seine Erfahrungen nach seiner Rückkehr fasste Suleiman 1996 in seinem ersten Spielfilm, der politischen Komödie Chronik eines Verschwindens, zusammen. In diesem Film trat Suleiman auch selber zusammen mit anderen Familienmitgliedern wie seinem Vater und seiner Tante auf. Chronik eines Verschwindens wurde bei den Filmfestspielen von Venedig als das beste Erstlingswerk ausgezeichnet.
Berühmt wurde Suleiman 2002 mit dem Film Göttliche Intervention – Eine Chronik von Liebe und Schmerz, einer anekdotenhaft zusammengesetzten Tragikomödie, in der er den Alltag des Konflikts zwischen Palästinensern und Israelis beschreibt. Von der Kritik wurde dieser Film in der Tradition von Jacques Tati, Jim Jarmusch und Buster Keaton gesehen. Suleiman, der auch die Hauptrolle des „E. S.“ übernahm, gewann mehrere Preise für Göttliche Intervention, unter anderem den Jury-Preis der 55. Internationalen Filmfestspiele von Cannes, den Europäischen Filmpreis für den besten nicht-europäischen Film und die Bodil als bester nicht-amerikanischer Film. 2006 gehörte er der Wettbewerbsjury der 59. Internationalen Filmfestspielen von Cannes an. Drei Jahre später erhielt er für seinen Film The Time That Remains erneut eine Einladung in den Wettbewerb der 62. Internationalen Filmfestspiele von Cannes. Im Sommer 2025 wurde er Mitglied der Academy of Motion Picture Arts and Sciences. Elia Suleiman ist mit der Sängerin Yasmine Hamdan verheiratet.

## Auszeichnungen
- 1996: Luigi de Laurentii Preis[4] für das Beste Erstlingswerk beim Internationale Filmfestspiele von Venedig für Chronik eines Verschwindens[6]
- 2008 war er einer der Preisträger des Prinz-Claus-Preis.

- Im September 2022 wurde ihm von der Europäischen Filmakademie der Preis für die Beste europäische Leistung im Weltkino zuerkannt.[1]
- 2024: Herz von Sarajevo des Sarajevo Film Festival[8]

## Filmografie (Auswahl)
- 1996: Chronik eines Verschwindens (Segell ikhtifa)
- 2001: Göttliche Intervention – Eine Chronik von Liebe und Schmerz (Yadon ilaheyya)
- 2009: The time that remains[8]
- 2019: Vom Gießen des Zitronenbaums (It Must Be Heaven)